# Club omnisports de Meknès (volley-ball)
Maillots
La section de volley-ball du Club omnisports de Meknès est un club de volley-ball basé à Meknès au Maroc. 

## Palmarès
- Championnat du Maroc (2)
  - Champion : 2021 et 2022[1]
- Coupe du Maroc (5)
  - Vainqueur : 1995, 2006, 2010, 2022 et 2023